# August Rieper

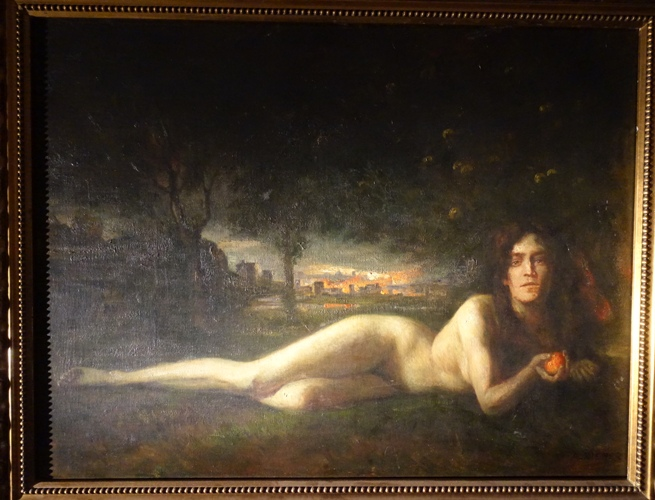
August Rieper: Die Versuchung

August Rieper (* 17. Oktober 1865 in Hamburg; † 22. Dezember 1940 in München) war ein deutscher Landschafts-, Interieur-, Porträt- und Akt-Maler.

## Leben

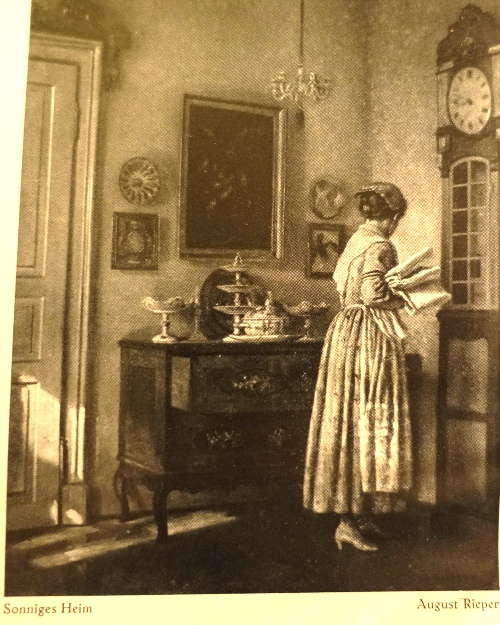
August Rieper: Sonniges Heim

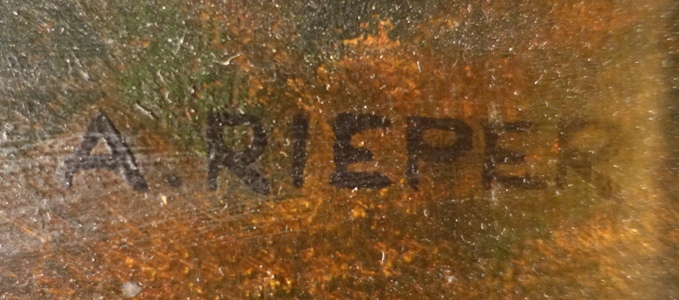
Signatur von August Rieper

Ersten Zeichenunterricht erhielt Rieper in Hamburg an der Gewerbeschule. 1884 ging er nach München, besuchte für einige Monate die Akademie der bildenden Künste München, entschloss sich aber für ein autodidaktisches Studium. Die ersten Bilder kamen 1887 zur Ausstellung und stießen auf reges Interesse bei den etablierten Münchner Künstlern, wie Lenbach, Kaulbach, Seitz und anderen. Namentlich mit Kaulbach und Seitz kam Rieper in ein freundschaftliches, schülerähnliches Verhältnis. 1888 war er erstmals auf der Internationalen Ausstellung im Münchner Glaspalast vertreten.
Rieper war langjähriges Mitglied der Staatskommission für Restaurierungsangelegenheiten an der bayerischen Staatsgalerie. Als Mitglied der Münchner Künstlergenossenschaft erhielt er 1928 eine Sonderausstellung im alten Nationalmuseum.
August Riepers Atelier, zugleich dessen Wohnung, befand sich in der Liebigstraße 4 in München.

## Werk
Rieper beschränkte sich in seiner künstlerischen Arbeit zunächst aufs Stillleben, figürliche Darstellungen findet man in seinen ersten Schaffensjahren nur vereinzelt. Seit den 1890er Jahren begann er, Stillebenhaftes und Figurenmotive zu größer angelegten Kompositionen zu verbinden. Anfang des 20. Jahrhunderts spezialisierte er sich zunehmend auf die Darstellung von Figuren im Interieur, vielfach in sonnigen Stuben oder mit Raumdurchblicken in biedermeierlichen Salons (z. B. Sonniges Heim, s. Abb.). Hinzu kamen zahlreiche Aktdarstellungen, zunächst im Innenraum, dann mehr und mehr in Landschaften hineinkomponiert (z. B. Die Versuchung, s. Abb.). Ab den 1930er Jahren widmete sich Rieper erfolgreich der Porträtkunst, und gelangte auch zu freieren Kompositionen mit tanzenden Gruppen, Zentauren und Faunen.

## Gemälde (Auswahl)
- Capricio[6][1]
- Im Feiertagskleid
- Inferno
- Klavier
- Sonniges Heim
- Stillleben mit roter Haube
- Versuchung
- Trinker